# Mpindi
Mpindi è un ward dello Zambia, parte della Provincia di Copperbelt e del Distretto di Lufwanyama.